# トマス・アーン

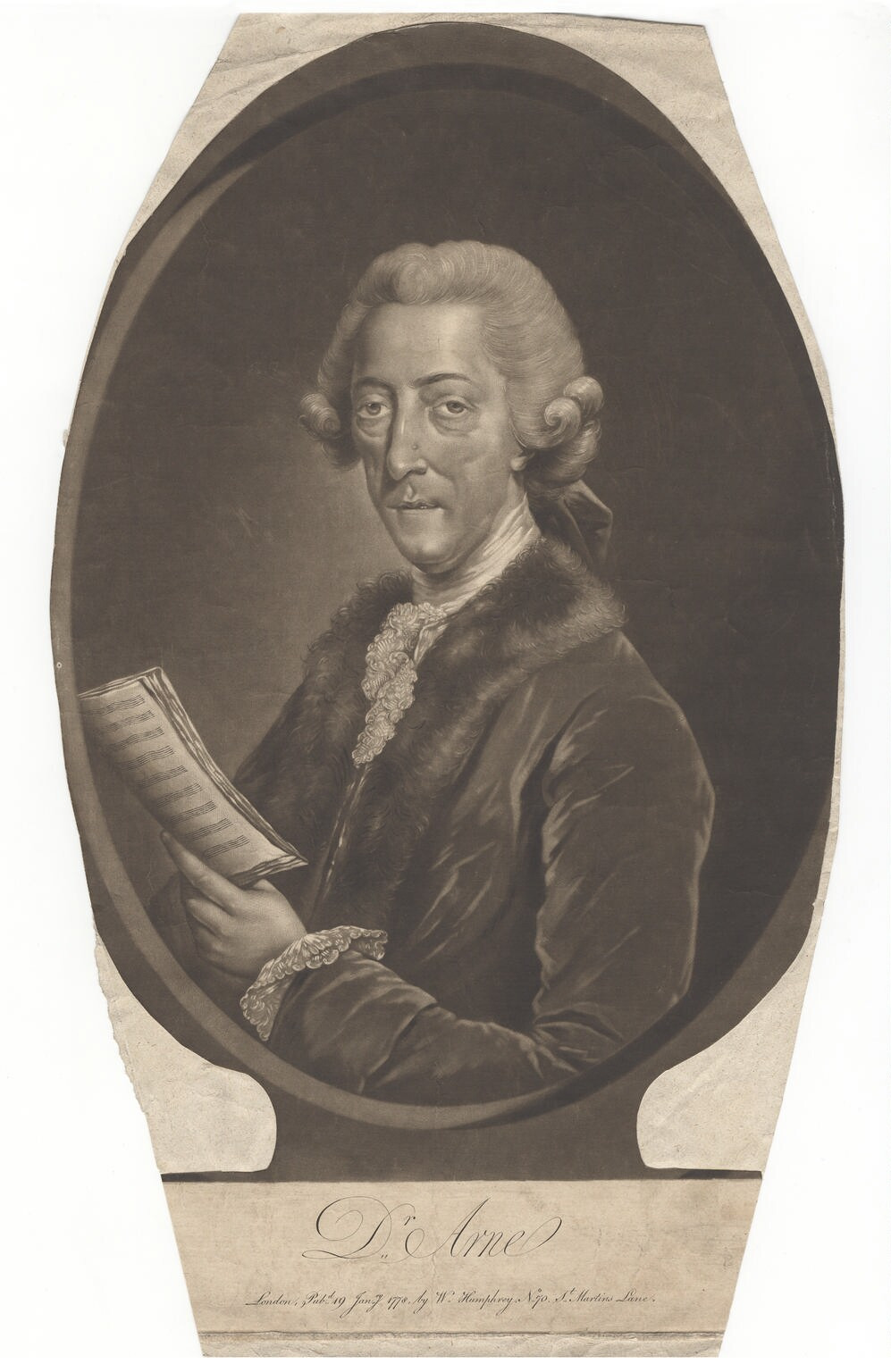
トマス・アーン

トマス・オーガスティン・アーン（Thomas Augustine Arne,1710年3月12日 – 1778年3月5日）はイギリスの作曲家。イギリスの愛国歌「ルール・ブリタニア」の作曲者として最も著名で、この曲は現在でもしばしば歌われている（BBCプロムスの最終夜では毎年演奏される）。

## 生涯
アーンはロンドンのコヴェント・ガーデンの室内装飾業で成功した家族に生まれた。イートン・カレッジで教育を受け、若くして音楽に興味を持つようになる。父親のトマス・アーンはアーンを弁護士にさせたがっていたが、マイケル・フェスティング (Michael Christian Festing) にヴァイオリンを学ぶことは許した。息子がオーケストラをリードする姿を目にしてから、父は息子が音楽家になることを認めるようになった。
アーンはジョン・フレデリック・ランプ、ヘンリー・ケアリー (Henry Carey (writer)) らと協力して、1732年にイギリス・オペラを結成した。イギリス・オペラはまず3月にランプのオペラ『アメリア』によって開始された。このときに妹でアルト歌手のスーザナ・マリア・アーン（のちに1734年に結婚して、シバー夫人(Mrs. Cibber)と呼ばれるようになる）を歌わせて成功した。ついで5月にヘンデルがかつて作曲した仮面劇『エイシスとガラテア』を海賊上演した。アーン本人はイギリス・オペラのために英語オペラ『ロザモンド』や『オペラの中のオペラ』を作曲・上演している。
1737年に声楽家セシリア・ヤングと結婚。セシリアは、ランプと結婚した歌手イザベラ・ヤングと姉妹であり、アーンとランプは義兄弟となった。
イギリス・オペラは1734年に本拠をドルリー・レーン劇場に移した。1738年にはミルトンにもとづく仮面劇『コーマス』 (Comus (Arne)) を上演した。この作品は長期に渡って人気作品となった。
アーンのオペラと仮面劇は非常に有名になり、英国皇太子フレデリック・ルイスの庇護を受けた。1740年にクリヴドンの東宮御所で仮面劇『パリスの審判』と『アルフレッド』 (Alfred (Arne opera)) が初演されている。有名な「ルール・ブリタニア」は『アルフレッド』の中の曲だが、この曲がロンドンでの公開初演されたのは1745年のことだった。
1759年にオックスフォード大学は音楽博士の学位を贈った。
アーンはデイヴィッド・ギャリックと対立し、1760年代になるとドルリー・レーン劇場のライバルであるコヴェント・ガーデン劇場のために英語のオペラ曲を提供するようになった。1760年には『トマスとサリー』 (Thomas and Sally) 、1762年にメタスタージオの有名な『アルタセルセ』を英語に翻案して上演し (Artaxerxes (opera)) 、成功した。同年またパスティッチョ『Love in a Village』 (Love in a Village) を書いている。1764年には再びメタスタージオの『オリンピーアデ』を英語に翻案したが失敗した。ギャリックとは1769年のストラトフォード＝アポン＝エイヴォンでのシェイクスピア記念祭で協力して以来和解している。
1755年にアーンは、妻が精神病だと言い張ってセシリア夫人と別居する。その頃にはかつての門人のひとりであり、神童として知られたソプラノ歌手のシャーロット・ブレントとしばしの関係を持つようになっていた。だがブレントは、その後ヴァイオリニストのトーマス・ピントと結婚している（ジョージ・フレデリック・ピントはその孫）。亡くなる直前になって、妻セシリアと和解した。1778年に没し、ロンドンのコヴェント・ガーデンにあるセント・ポール教会に葬られた。セシリアとの一粒種マイケル・アーン (Michael Arne) は、歌曲の作曲家として名を残している。

## 作品
- ルール・ブリタニア（1740 仮面劇『アルフレッド』のための曲）
- ミツバチが蜜を吸うところで（1746 シェークスピア『テンペスト』の中の曲）
- 「たんぼの中の一軒家」として知られる曲は、もともと1777年に『乞食オペラ』を再演した際にアーンが書いた音楽だという[6]。